# Der Fall Lucona
Pour plus de détails, voir Fiche technique et Distribution.
Der Fall Lucona (littéralement « l'affaire Lucona ») est un film germano-autrichien réalisé par Jack Gold sorti en 1993.
Il s'agit de l'adaptation de l'enquête de Hans Pretterebner sur l'affaire Lucona, un grand scandale politique autrichien dans les années 1970.

## Synopsis
Le propriétaire d'un café autrichien et homme d'affaires Rudi Waltz, qui est un favori de la haute société viennoise dans les années 1970, dirige un club dans lequel d'éminents politiciens s'associent à des prostituées. Waltz enregistre leurs actes sexuels avec une caméra cachée sur VHS, afin qu'il ait un document pour ses affaires parfois venteuses, car il peut faire chanter les politiciens avec le matériel vidéo si nécessaire.
Waltz a également de bons contacts avec la Bundesheer autrichienne, notamment le ministre de la Défense Klaus Weidenfeld. Waltz espère faire son grand coup d'État en 1976-1977 avec une énorme fraude à l'assurance. Avec le gangster italien Enzo Lombardi, il dirige une entreprise sophistiquée. Une compagnie maritime fondée en Suisse a affrété le cargo Lucona avec un équipage international dirigé par le capitaine néerlandais Leuwen. Leuwen porterait à Hong Kong une charge supposée de 20 millions de dollars. On dit qu'il s'agit d'une usine de traitement de l'uranium qui peut être utilisée pour fabriquer du yellowcake, qui à son tour peut être utilisé pour construire des bombes atomiques.
En fait, le Lucona ne transporte que des déchets provenant d'un transporteur de charbon démonté. Sur le chemin de Hong Kong, le navire doit être frappé par des détonateurs et des explosifs achetés illégalement par l'armée fédérale. La mort de tous les membres d'équipage est prise en compte consciemment, de sorte qu'aucun témoin n'est disponible. Waltz a le soutien de politiciens amis, dont il suggère que l'Autriche pourrait devenir une puissance nucléaire indirectement.
Lorsque les charges explosives explosent au milieu de l'océan Indien, le navire coule aussi rapidement que prévu, mais six des 12 membres d'équipage sauvés par un navire turc survivent de façon inattendue. Le journaliste Hans Strasser, depuis longtemps sur les talons de Waltz, fait des recherches sur le naufrage du cargo et publie enfin un livre à ce sujet, qui constitue la base des poursuites judiciaires contre Waltz. Waltz affirme cependant que le Lucona fut détourné par le capitaine Leuwen et remis à des tiers inconnus à l'étranger, ainsi que sa précieuse cargaison. Puisqu'il n'y a aucune preuve fiable, Waltz pourrait être acquitté.
Cependant, le tribunal ordonne une recherche de l'épave du Lucona. En utilisant un robot de plongée, l'épave est découverte à une profondeur de 4 000 m. Des traces montrent clairement que le navire a explosé. Le tribunal condamne Waltz à la réclusion à perpétuité pour notamment les six homicides. Le ministre de la Défense est retrouvé abattu, laissant douter s'il s'agit d'un suicide ou d'un meurtre.

## Fiche technique
- Titre : Der Fall Lucona
- Réalisation : Jack Gold
- Scénario : Jim Hawkins
- Musique : John Scott
- Direction artistique : Thomas Riccabona (de)
- Costumes : Claudia Bobsin
- Photographie : Gernot Roll
- Montage : Keith Palmer
- Production : Gerhard Czepe
- Sociétés de production : Tele München Fernseh Produktionsgesellschaft, Wega Film
- Société de distribution : Concorde Video
- Pays d'origine :  Allemagne,  Autriche
- Langue : allemand
- Format : Couleur - 1,85:1 - Mono - 35 mm
- Genre : Thriller
- Durée : 115 minutes
- Dates de sortie :
  -  Autriche : 6 mai 1993.
  -  Allemagne : 10 juin 1993.
  -  Slovénie : 7 février 1995.

## Distribution
- David Suchet : Rudi Waltz
- Jürgen Prochnow : Hans Strasser, journaliste
- Dominique Sanda: Lili Wolff
- Günther Maria Halmer : Leuwen, capitaine du Lucona
- Franco Nero : Enzo Lombardi, marchand d'armes
- Friedrich von Thun : Klaus Weidenfeld, ministre de la Défense
- Heinz Schubert : Kurt Bach, ministre de l'Intérieur
- Manfred Andrae : Tobisch
- Marty Fried : Cyrus O'Mara
- Eisi Gulp : Jaap van Bellum
- Miguel Herz-Kestranek (de) : Greifenstein
- Hans-Michael Rehberg : Le ministre Robert Falk
- Georg Marischka : Le juge
- Michou Friesz (de) : Linda Leeuwen

## Histoire
Basé sur le livre enquête du même nom de Hans Pretterebner, le film traite de l'affaire Lucona, au centre de laquelle se trouvait le propriétaire du café autrichien Udo Proksch. Les noms des protagonistes sont évidemment tous modifiés, mais le nom d'origine du navire du Lucona est utilisé. Le film est tourné de novembre 1991 à janvier 1993 à Vienne, Venise et la ville portuaire mexicaine de Veracruz. Karl Lütgendorf est le modèle de la figure du ministre de la Défense Weidenfeld.

## Source de la traduction
- (de) Cet article est partiellement ou en totalité issu de l’article de Wikipédia en allemand intitulé « Der Fall Lucona » (voir la liste des auteurs).